# Pouvoir calorifique
Pour les articles homonymes, voir Pouvoir.

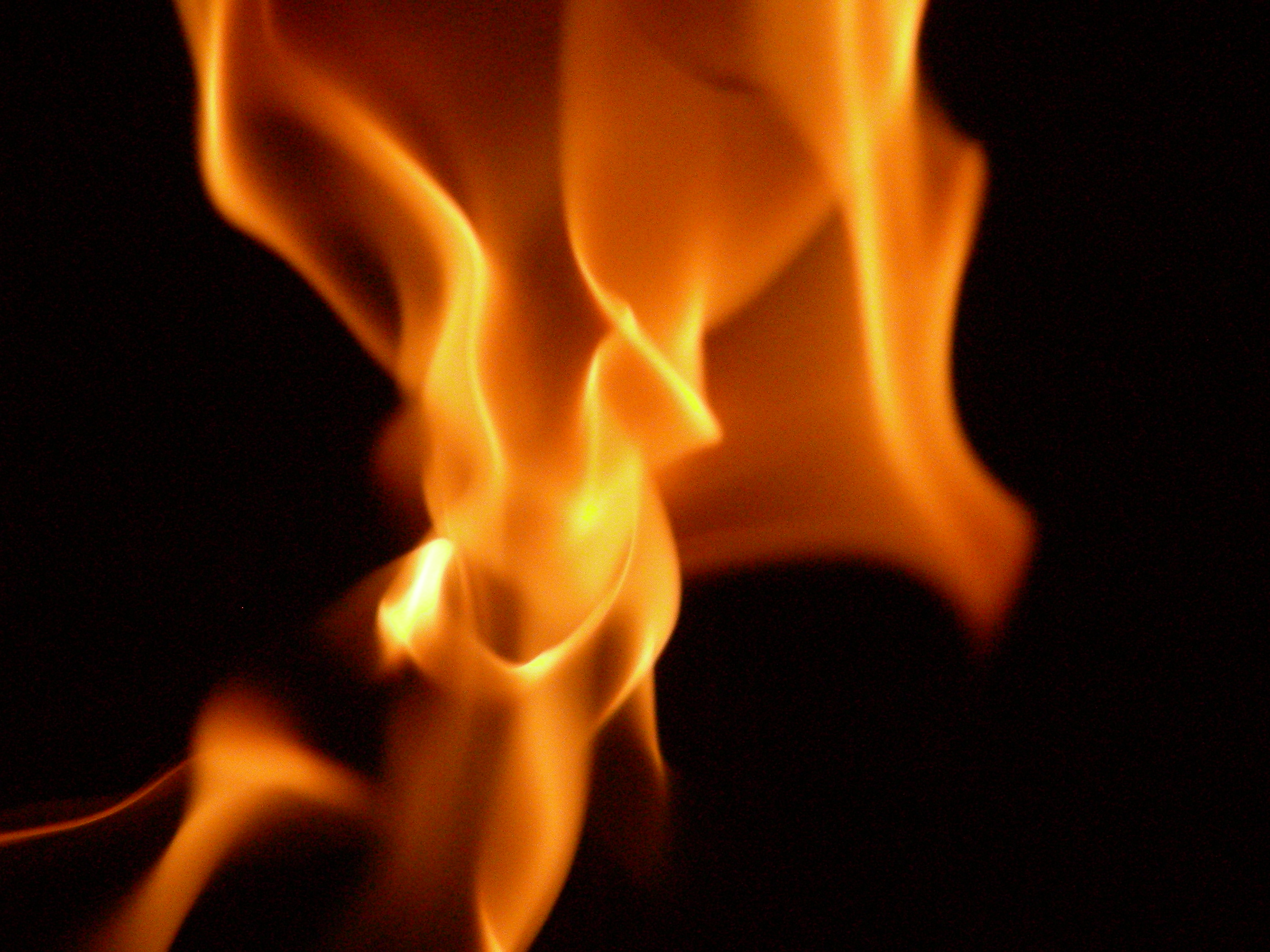
Flamme

Le pouvoir calorifique ou chaleur de combustion (en anglais : heating value ou heat of combustion) d'une matière combustible est l'opposé de l'enthalpie de réaction de combustion par unité de masse dans les conditions normales de température et de pression, notée ΔcH0 (< 0). C'est l'énergie dégagée sous forme de chaleur par la réaction de combustion par le dioxygène (autrement dit la quantité de chaleur). Le plus souvent, on considère un hydrocarbure réagissant avec le dioxygène de l'air pour donner du dioxyde de carbone, de l'eau et de la chaleur.
Elle est exprimée en général en kilojoules par kilogramme (noté kJ/kg ou kJ·kg-1), mais on rencontre également le pouvoir calorifique molaire (en kilojoules par mole, kJ/mol) ou le pouvoir calorifique volumique (en kilojoules par litre, kJ/L). Pour le gaz naturel, il est exprimé en kilowatts-heures par normo mètre cube (noté kWh/Nm3).

## Définition
Selon la norme NF EN ISO 15112, le pouvoir calorifique inférieur (PCI) d'un gaz est : 

« la quantité d'énergie libérée sous forme de chaleur par la combustion complète dans l'air d'une quantité spécifiée de gaz, de telle manière que la pression P à laquelle se produit la réaction demeure constante, et que tous les produits de combustion soient ramenés à la même température T que les réactifs, tous les produits se trouvant à l'état gazeux »

— .
La température de référence est 0 °C. On utilise aussi le pouvoir calorifique supérieur (PCS), la différence avec le PCI est qu'alors l'eau produite par la réaction est considérée comme liquide. Cette définition correspond à une réaction à pression constante, donc le pouvoir calorifique correspond à l'opposé de l'enthalpie de la réaction de combustion {\displaystyle \Delta _{r}H^{0}}.
Pour un hydrocarbure contenant uniquement les éléments carbone et hydrogène, la réaction est :
CxHy + (x+y/4) O2 → x CO2 + y/2 H2O.

## Types
Il existe deux types de pouvoir calorifique :
- pouvoir calorifique supérieur (PCS) : c'est l’énergie thermique libérée par la combustion d'un kilogramme de combustible. Cette énergie comprend la chaleur sensible, mais aussi la chaleur latente de vaporisation de l'eau, généralement produite par la combustion. Cette énergie peut être entièrement récupérée si la vapeur d'eau émise est condensée, c'est-à-dire si toute l'eau vaporisée se retrouve finalement sous forme liquide ;
- pouvoir calorifique inférieur (PCI) : c'est l’énergie thermique libérée par la combustion d'un kilogramme de combustible sous forme de chaleur sensible, à l'exclusion de l’énergie de vaporisation (chaleur latente) de l'eau présente en fin de réaction.

Le rendement d'une chaudière s'exprime comme le rapport entre la chaleur récupérée par la chaudière et la chaleur libérée par le combustible consommé. Or, le PCI est, par définition, toujours inférieur au PCS. Ceci explique pourquoi il est possible d'entendre parler de rendements de chaudières à condensation supérieurs à 100 %. Dans ce cas, le rendement est calculé à partir du PCI, ce qui « gonfle » artificiellement le rendement affiché. Ce procédé, permet de réellement comparer tous les types de chaudières (à condensation ou non) sur un pied d'égalité. Par contre, le calcul du rendement à partir du PCI n'est pas des plus honnêtes et une valeur supérieure à 100 % n'a aucun sens physique. Le rendement calculé sur PCS — qui est toujours inférieur à 100 % — devrait être utilisé pour évaluer les rendements de toutes les chaudières.
Par extension, il est possible de parler de PCS pour tout matériau pouvant libérer de l'énergie sous forme de chaleur, même si la réaction libérant cette énergie n'est pas une réaction de combustion, en particulier, pour les matières radioactives utilisées pour la production de chaleur (on parle aussi, par extension, de combustible nucléaire). Dans ce cas, PCI et PCS désignent respectivement l'énergie thermique théoriquement récupérable avec des techniques classiques (chaudière simple, réaction de fission de l'uranium enrichi) et avec des techniques avancées (chaudière à condensation, réaction de fission par neutrons rapide (surgénération)).

## Pouvoir calorifique moyen de quelques combustibles
| Combustibles               | PCS    | PCS    | PCI    | PCI    |
| Combustibles               | MJ/kg  | kJ/mol | MJ/kg  | kWh/kg |
| -------------------------- | ------ | ------ | ------ | ------ |
| Dihydrogène                | 141,80 | 286    | 119,96 | 33,32  |
| Méthane                    | 55,50  | 890    | 50,00  | 13,89  |
| Éthane                     | 51,90  | 1560   | 47,62  | 13,23  |
| Propane                    | 50,35  | 2220   | 46,35  | 12,88  |
| Butane                     | 49,50  | 2877   | 45,75  | 12,71  |
| Pentane                    | 48,60  | 3509   | 45,35  | 12,60  |
| Paraffine                  | 46,00  |        | 41,50  | 11,53  |
| Kérosène                   | 46,20  |        | 43,00  | 11,94  |
| Gazole                     | 44,80  |        | 43,4   | 12,06  |
| Essence[pas clair]         |        |        | 41     | 11,39  |
| Essence E10                |        |        | 39,5   | 10,97  |
| Charbon (anthracite)       | 32,50  |        |        |        |
| Bois                       | 21,70  |        |        |        |
| Charbon (lignite)          | 15,00  |        |        |        |
| Tourbe (sèche)             | 15,00  |        |        |        |
| Tourbe (humide)[pas clair] | 6,00   |        |        |        |

## Pouvoir calorifique inférieur (PCI) de composés organiques purs (à25°C)
| Combustible                        | MJ/kg                             | MJ/l                              | kJ/mol                            |
| Alcanes (anciennement paraffines)  | Alcanes (anciennement paraffines) | Alcanes (anciennement paraffines) | Alcanes (anciennement paraffines) |
| ---------------------------------- | --------------------------------- | --------------------------------- | --------------------------------- |
| méthane                            | 50,03                             | ---                               | 803,3                             |
| éthane                             | 47,794                            | ---                               | 1 437,11                          |
| propane                            | 46,357                            | ---                               | 2 044,13                          |
| butane                             | 45,752                            | ---                               | 2 653,6                           |
| n-pentane                          | 45,357                            | 28,17                             | 3 272,45                          |
| n-hexane                           | 44,752                            | 29,51                             | 3 856,52                          |
| n-heptane                          | 44,566                            | 30,47                             | 4 465,59                          |
| n-octane                           | 44,427                            | 31,10                             | 5 064,7                           |
| n-nonane                           | 44,311                            | 31,24                             | 5 683,11                          |
| n-décane                           | 44,240                            | 31,45                             | 6 294,54                          |
| n-undécane                         | 44,194                            | 32,54                             | 6 907,88                          |
| n-dodécane                         | 44,147                            | 32,91                             | 7 519,77                          |
| Isoparaffines                      |                                   |                                   |                                   |
| isobutane                          | 45,613                            | ---                               | 2 651,12                          |
| isopentane                         | 45,241                            | 28,01                             | 3 264,08                          |
| 2-méthylpentane                    | 44,682                            | 29,04                             | 3 850,50                          |
| 2,3-diméthylbutane                 | 44,659                            | 29,30                             | 3 848,50                          |
| 2,3-diméthylpentane                | 44,496                            | 30,75                             | 4 458,58                          |
| 2,2,4-triméthylpentane             | 44,310                            | 30,57                             | 5 061,46                          |
| Naphtènes                          |                                   |                                   |                                   |
| cyclopentane                       | 44,636                            | 32,94                             | 3 130,45                          |
| méthylcyclopentane                 | 44,636                            | ---                               | 3 756,54                          |
| cyclohexane                        | 43,450                            | 33,83                             | 3 656,73                          |
| méthylcyclohexane                  | 43,380                            | ---                               | 3 756,54                          |
| Alcènes (anciennement oléfines)    |                                   |                                   |                                   |
| éthylène                           | 47,195                            | ---                               | 1 323,97                          |
| propylène                          | 45,799                            | ---                               | 1 927,20                          |
| but-1-ène                          | 45,334                            | ---                               | 2 543,52                          |
| (Z)-but-2-ène                      | 45,194                            | ---                               | ---                               |
| (E)-but-2-ène                      | 45,124                            | ---                               | ---                               |
| isobutène                          | 45,055                            | ---                               | 2 527,86                          |
| pent-1-ène                         | 45,031                            | ---                               | 3 158,15                          |
| 2-méthylpent-1-ène                 | 44,799                            | ---                               | ---                               |
| hex-1-ène                          | 44,426                            | ---                               | 3 738,86                          |
| Diènes (anciennement dioléfines)   |                                   |                                   |                                   |
| buta-1,3-diène                     | 44,613                            | ---                               | 3 218,77                          |
| isoprène                           | 44,078                            | ---                               | 3 002,46                          |
| Dérivés nitrés                     |                                   |                                   |                                   |
| nitrométhane                       | 10,513                            | ---                               | 641,71                            |
| nitropropane                       | 20,693                            | ---                               | 1 842,66                          |
| Acétyléniques                      |                                   |                                   |                                   |
| acétylène                          | 48,241                            | ---                               | 2 801,79                          |
| méthylacétylène (propyne)          | 46,194                            | ---                               | 1 850,71                          |
| but-1-yne                          | 45,590                            | ---                               | 3 836,83                          |
| pent-1-yne                         | 45,217                            | ---                               | ---                               |
| Composés aromatiques               |                                   |                                   |                                   |
| benzène                            | 40,170                            | 35,08                             | 3 137,75                          |
| toluène                            | 40,589                            | 34,98                             | 3 739,80                          |
| o-xylène                           | 40,961                            | 36,04                             | ---                               |
| m-xylène                           | 40,961                            | 35,22                             | ---                               |
| p-xylène                           | 40,798                            | 35,08                             | ---                               |
| éthylbenzène                       | 40,938                            | 35,48                             | 4 346,18                          |
| 1,2,4-triméthylbenzène             | 40,984                            | ---                               | ---                               |
| propylbenzène                      | 41,193                            | ---                               | ---                               |
| cumène                             | 41,217                            | ---                               | 4 953,93                          |
| Alcools                            |                                   |                                   |                                   |
| méthanol                           | 19,937                            | 15,77                             | 638,81                            |
| éthanol                            | 28,865                            | 22,77                             | 1 329,76                          |
| n-propanol                         | 30,680                            | 24,54                             | 1 843,71                          |
| isopropanol                        | 30,447                            | 23,90                             | 1 829,71                          |
| n-butanol                          | 33,075                            | ---                               | 2 451,57                          |
| isobutanol                         | 32,959                            | ---                               | 2 442,97                          |
| tertiobutanol                      | 32,587                            | ---                               | 2 415,40                          |
| n-pentanol                         | 34,727                            | ---                               | ---                               |
| Éther-oxydes (anciennement éthers) |                                   |                                   |                                   |
| méthoxyméthane                     | 28,703                            | ---                               | 1 322,30                          |
| éthoxyéthane                       | 33,867                            | ---                               | 2 510,27                          |
| propoxypropane                     | 36,355                            | ---                               | 3 714,56                          |
| butoxybutane                       | 37,798                            | ---                               | 1 741,29                          |
| Aldéhydes et cétones               |                                   |                                   |                                   |
| méthanal                           | 17,259                            | ---                               | 518,21                            |
| éthanal                            | 24,156                            | ---                               | 1 064,13                          |
| propanal                           | 28,889                            | ---                               | 1 677,84                          |
| butanal                            | 31,610                            | ---                               | 1 330,13                          |
| acétone                            | 28,548                            | ---                               | 2 460,13                          |
| Autres espèces                     |                                   |                                   |                                   |
| carbone (graphite)                 | 32,808                            | ---                               | 394,04                            |
| dihydrogène                        | 120,971                           | ---                               | 241,942                           |
| oxyde de carbone                   | 10,112                            | ---                               | 283,23                            |
| ammoniac                           | 18,646                            | ---                               | 317,55                            |
| soufre                             | 9,163                             | ---                               | 587,34                            |

## Tableau des densités d'énergie[réf.nécessaire]
| Carburant                                | Densité énergétique spécifique (MJ/kg)   | Densité énergétique volumétrique (MJ/l)  | CO2 produit par combustion (kg/kg)                                    |
| Carburants liquides d'origine biologique | Carburants liquides d'origine biologique | Carburants liquides d'origine biologique | Carburants liquides d'origine biologique                              |
| ---------------------------------------- | ---------------------------------------- | ---------------------------------------- | --------------------------------------------------------------------- |
| Huile de pyrolyse                        | 17,5                                     | 21,35                                    | (En estimant que le contenu en carbone est 23 % wt + O2 masse) : 0,84 |
| Méthanol (CH3-OH)                        | 19,9 – 22,7                              | 15,9                                     | 1,37                                                                  |
| Éthanol (CH3-CH2-OH)                     | 23,4 – 26,8                              | 23,4                                     | 1,91                                                                  |
| Butanol (CH3-(CH2)3-OH)                  | 36,0                                     | 29,2                                     | 2,37                                                                  |
| Graisse                                  | 37,67                                    | 31,68                                    | [Composition moyenne à insérer ici]                                   |
| Biodiesel                                | 37,8                                     | 33,3 – 35,7                              | ~2,85                                                                 |
| Huile de tournesol (C18H32O2)            | 39,49                                    | 33,18                                    | (12 % (C16H32O2) + 16 % (C18H34O2) + 71 % AL + 1 % ALA) : 2,81        |
| Huile de ricin (C18H34O3)                | 39,5                                     | 33,21                                    | (1 % PA + 1 % SA + 89,5 % ROA + 3 % OA + 4,2 % AL + 0,3 % ALA) : 2,67 |
| Huile d'olive (C18H34O2)                 | 39,25 - 39,82                            | 33 - 33H                                 | (15 % (C16H32O2) + 75 % (C18H34O2) + 9 % LA + 1 % ALA) : 2,80         |
| Carburants gazeux                        |                                          |                                          |                                                                       |
| Méthane (CH4)                            | 55 – 55,7                                | (liquéfié) 23,0 – 23,3                   | (Le méthane est un gaz à effet de serre.) 2,74                        |
| Dihydrogène (H2)                         | 120 – 142                                | (liquéfié) 8,5 – 10,1                    | (Production et liquéfaction de l'hydrogène) 0,0                       |
| Carburants d'origine fossile             |                                          |                                          |                                                                       |
| Charbon                                  | 29,3 – 33,5                              | 39,85 - 74,43                            | (En ne comptant pas : CO, NOx, sulfates et particules) : ~3,59        |
| Pétrole                                  | 41,868                                   | 28 – 31,4                                | (En ne comptant pas : CO, NOx, sulfates et particules) : ~3,4         |
| Essence                                  | 45 – 48,3                                | 32 – 34,8                                | (En ne comptant pas : CO, NOx, sulfates et particules) : ~3,30        |
| Gazole (Diesel)                          | 48,1                                     | 40,3                                     | (En ne comptant pas : CO, NOx, sulfates et particules) : ~3,4         |
| Gaz naturel                              | 38 – 50                                  | (liquéfié) 25,5 – 28,7                   | (Éthane, propane et butane N/C : CO, NOx et sulfates) : ~3,00         |
| Éthane (CH3-CH3)                         | 51,9                                     | (liquéfié) ~24,0                         | 2,93                                                                  |